# Кампистру
Кампистру́ (фр. Campistrous, окс. Campistrons) — коммуна во Франции, находится в регионе Юг — Пиренеи. Департамент — Верхние Пиренеи. Входит в состав кантона Ланнемезан. Округ коммуны — Баньер-де-Бигор.
Код INSEE коммуны — 65125.

## География

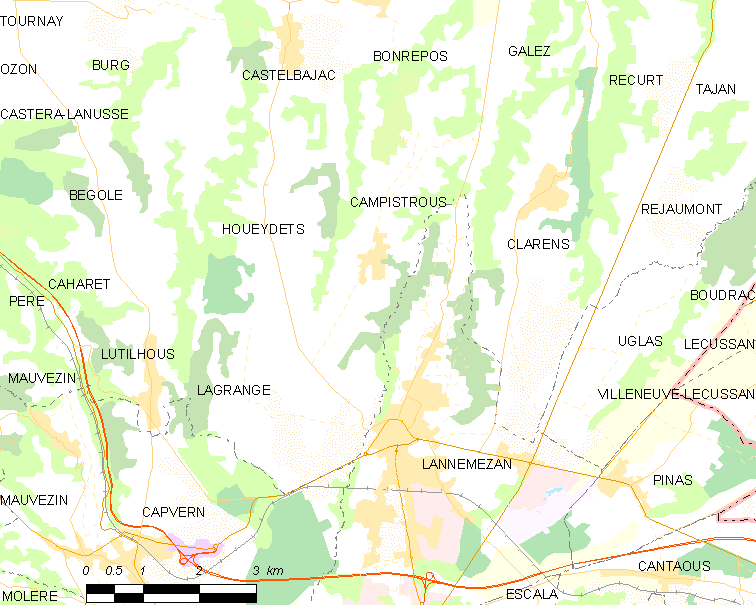
Карта коммуны

Коммуна расположена приблизительно в 660 км к югу от Парижа, в 100 км юго-западнее Тулузы, в 27 км к востоку от Тарба.
Коммуна расположена на плато Ланнемезан. По территории коммуны протекают реки Баизоль и Баиз-Дарре.

## Климат
Климат умеренно-океанический с солнечной тёплой погодой и обильными осадками на протяжении практически всего года.

## Население
Население коммуны на 2010 год составляло 298 человек.
| 1962 | 1968 | 1975 | 1982 | 1990 | 1999 | 2010 |
| ---- | ---- | ---- | ---- | ---- | ---- | ---- |
| 314  | 361  | 333  | 364  | 343  | 341  | 298  |

## Администрация
| Период | Период | Фамилия          | Партия                   | Примечания |
| ------ | ------ | ---------------- | ------------------------ | ---------- |
| 2001   | 2020   | Жан-Клод Кларенс | Радикальная левая партия |            |

## Экономика
В 2010 году среди 188 человек трудоспособного возраста (15-64 лет) 135 были экономически активными, 53 — неактивными (показатель активности — 71,8 %, в 1999 году было 71,2 %). Из 135 активных жителей работали 128 человек (65 мужчин и 63 женщины), безработных было 7 (3 мужчин и 4 женщины). Среди 53 неактивных 16 человек были учениками или студентами, 34 — пенсионерами, 3 были неактивными по другим причинам.

## Достопримечательности
- Два кургана Ариулес и Шуррин, а также три кургана Тре-Пюиос (бронзовый век, железный век). Исторический памятник с 1965 года[4]